# Edifici a la plaça del Blat, 4 (Valls)
L'Edifici a la plaça del Blat, 4 és una obra de Valls (Alt Camp) inclosa a l'Inventari del Patrimoni Arquitectònic de Catalunya.

## Descripció
Així com l'edifici que correspon al número 5 de la mateixa plaça ens el trobem totalment de front, aquest fa angle amb la plaça i la raconada ja esmentada. Encara que es tracta d'una casa més moderna, crida l'atenció sobretot per les balconades corregudes, amb tres portes, que en la cara inferior del voladís tenen peces ceràmiques quadrades de 15x15 cm. i alternen el color verd i groc, i aquestes mitges peces li donen una vistositat cromàtica. La cornisa és força interessant, amb una sèrie de filades d'obra reculades. També hi destaquen unes peces tipus cartel·les i unes altres de verticals (que ens recorden les llances dels romans) que trenquen l'aparent monotonia del conjunt de la façana.